# 極速狂逃
《極速狂逃》（英語：Highwaymen）是一部2004年加拿大驚悚片，由羅伯特·漢蒙執導，吉姆·卡維佐、蘿娜·米莎、弗兰基·费森和科魯姆·費奧瑞主演。配乐由馬克·艾沙姆創作。

## 剧情
一個名叫伦尼（吉姆·卡維佐飾）的男人出於報復的動機去追捕並殺死那個碾死他妻子的男人（科魯姆·費奧瑞飾）。凶手开著1972年的凯迪拉克·埃尔多拉多，通过制造车祸来殺死受害者。當这名連環殺手將一名年輕女子（蘿娜·米莎飾）作為他的下一個目標時，伦尼必須一勞永逸地阻止兇手。

## 演员
- 吉姆·卡維佐 饰 伦福德·詹姆斯·“伦尼”·克雷
- 蘿娜·米莎 饰 莫莉·普尔
- 科魯姆·費奧瑞 饰 法戈
- 戈登·柯里（英语：Gordon Currie (actor)） 饰 雷·布恩
- 弗兰基·费森 饰 威尔·麦克林
- 安德烈亞·蘿絲（英语：Andrea Roth） 饰 亚历克丝·法罗
- 諾姆·詹金斯 饰 凯尔特